# Лагодич, Юрий Николаевич
Юрий Николаевич Лагодич (род. 5 мая 1970) — белорусский футболист, нападающий.

## Биография
Воспитанник ДЮСШ города Иваново Брестской области. До 23-летнего возраста не выступал в соревнованиях высокого уровня.
В сезоне 1993/94 играл за клуб первой лиги Беларуси «Брестбытхим». В том же сезоне сыграл свои первые матчи в высшей лиге за брестское «Динамо» и продолжал играть за клуб до лета 1996 года. Лучший бомбардир брестской команды в сезонах 1993/94 (5 голов), 1994/95 (8 голов), 1995 (6 голов). В ходе сезона 1996 года перешёл в минское «Динамо», с этим клубом становился чемпионом Беларуси (1997), серебряным призёром чемпионата (1996), финалистом Кубка Беларуси (1997/98). Участник матчей предварительного раунда Лиги чемпионов.
В 1999 году покинул минский клуб, в дальнейшем играл в высшей лиге за «Свислочь-Кровля» (Осиповичи), «Шахтёр» (Солигорск), «Лиду», «Ведрич» (Речица) и в первой лиге за «Гранит» (Микашевичи). Три года подряд его клубы занимали места в зоне вылета из высшей лиги — «Свислочь-Кровля» в 1999 году, «Лида» в 2000 году и «Ведрич» в 2001 году, но только в последнем клубе футболист провёл полный сезон.
Всего в высшей лиге Беларуси сыграл 156 матчей и забил 37 голов.
После окончания игровой карьеры вернулся в Иваново, где работал детским тренером. Ряд его воспитанников играли в молодёжных составах клубов высшей лиги. Принимал участие в матчах ветеранов.

## Достижения
- Чемпион Беларуси: 1997
- Серебряный призёр чемпионата Беларуси: 1996
- Финалист Кубка Беларуси: 1997/98